# Responsum
Responsum bylo dobrozdání, odborné vyjádření, které udílel římský právník k vyřešení nějaké právní otázky. Původně mohl takové dobrozdání udílet kdokoli, později k tomu byla potřeba autorizace ze strany císaře a při souhlasném vyjádření více právníků byl jejich názorem soudce vázán, responsa prudentium tedy byla jedním z pramenů římského práva.
V dobách římské republiky praktická činnost právníků spočívala v „agere, cavere et respondere“ (žalovat, předcházet právním sporům a dávat právní rady). Odbornou právní radu, neboli právní dobrozdání dávali zpravidla zdarma, veřejně a neformálně. Bylo možné ji poskytnout i během procházky na foru. Dobrozdání bylo také zcela nezávazné, ačkoli jen málokdy se soudce, často právní laik, odhodlal rozhodnout proti názoru renomovaného právníka, zvláště jestliže se tak vyjádřilo více osobností. Nástupem císařství se situace změnila, Octavianus Augustus zavedl ius respondendi jako zvláštní privilegium pro nejvýznačnější právníky doby. Pouze ti, kteří byli takto autorizováni ze strany státní moci, mohli poskytovat responsa, která navíc musela být písemná a opatřena pečetí svého autora. Změnila se také jejich závaznost, měla sílu zákona a soudce tak mohl rozhodnout podle své úvahy jen tehdy, jestliže se několik dobrozdání v náhledu na zkoumanou právní otázku lišilo. Právníci ale nevydávali právní rady jménem císaře, činili tak stále svým jménem, byť s jeho výslovným svolením (respondere ex auctoritate principis).
Vývoj závaznosti názorů římské jurisprudence pak byl završen citačním zákonem z roku 426, který stanovil plnou závaznost názorů pěti nejvýznamnějších právníků klasického období (Papiniana, Ulpiana, Paula, Gaia a Modestina).